# 科爾多尼夫卡
49°39′39″N 29°5′47″E / 49.66083°N 29.09639°E
科爾多尼夫卡（烏克蘭語：Кордонівка），是烏克蘭北部的村莊，隸屬日托米爾州的別爾季切夫區。該村始建於1267年，面積0.22平方公里，海拔高度267米，2001年人口48，人口密度每平方公里223.26人。